# Дзанетти, Роберто
Робе́рто Дзане́тти (итал. Roberto Zanetti; род. 28 ноября 1956, Масса, Тоскана) — итальянский певец, композитор и автор текстов. Как музыкант более известен под псевдонимом Savage, как продюсер — Robyx. Характерный представитель итало-диско 1980-х годов.

## Биография
В 14 лет начал учиться игре на фортепиано.
Первый успех пришёл к нему в составе группы «Santarosa» с песней «Souvenir», который в 1978 году был продан в Италии в количестве более 200 000 экземпляров. В 1980 году он совместно с Адельмо Форначари основывает группу Taxi, которая становится победителем песенного фестиваля в Кастрокаро в 1981 году. Группа выпускает сингл «To Miami», занявший первые строчки в итальянских хит-парадах.
Первый опыт в качестве продюсера связан с работой над песней группы Taxi под названием «Stargo». С 1983 года он вплотную работает над собственным проектом «Savage», позаимствовав имя у героя комиксов.
В 1990-е годы Дзанетти под псевдонимом Robyx занимается продюсированием евродэнс-исполнителей Ice MC, Corona, Double You и Alexia.
Является основателем звукозаписывающих компаний «Robyx Productions», «Extravaganza Publishing» и «World Attack Records (DWA)».

## Дискография

### Студийные альбомы
1984 — Tonight — Discomagic
Side A
1. Radio (5:00)
2. A Love Again (4:30)
3. Fugitive (4:30)

Side B
1. Tonight (3:40)
2. Only You (4:00)
3. Turn Around (3:50)
4. Don’t Cry Tonight (4:04)

1985 — Tonight — ZYX
Side A
1. Radio (5:58)
2. A Love Again (4:30)
3. Fugitive (6:47)

Side B
1. Tonight (3:40)
2. A Love Again (Remix) (6:34)
3. Don’t Cry Tonight (4:04)
4. Computerized Love (3:39)

1986 — Capsicum — Discomagic Records
Side A
1. Capsicum (5:31)
2. Love Is Death (6:16)
3. Celebrate (5:07)
4. Johnny, Johnny (4:56)

Side B
1. Souvenir (5:56)
2. To Miami(6:01)
3. Superman (5:01)
4. Dance Under The Moonlight (4:44)

Side C
1. Buenas Noches (5:41)
2. Star(6:47)
3. Angelica(6:06)

Side D
1. I’m Singing Again (3:32)
2. Run To Me (4:54)
3. Sunshine Dance(6:12)
4. Italo House Remix (5:26)

1989 — Goodbye — Discomagic Records
1. I Just Died In Your Arms
2. Goodbye
3. Don’t Leave Me
4. So Close
5. Still I’m Loving You
6. Eyes Of The Moon
7. Ten Years Ago
8. Jane
9. I’m Loosing You
10. Strangelove
11. Something More Than This
12. Don’t You Want Me
13. And You Are
14. Celebrate
15. Love Is Death

2020 — Love and Rain

### Сборники
- 1987 — Maxisingles (Discomagic Records)
- 1989 — Greatest Hits (Euroenergy)
- 1990 — Greatest Hits and More (Euroenergy)
- 1994 — Savage (DWA)
- 1994 — Strangelove (DWA)
- 1994 — Don’t Cry — Greatest Hits (ZYX Music)
- 1994 — Gold (Sonic Records)
- 2001 — Discomania (DWA)
- 2003 — Celebrate (DWA)
- 2003 — Music Collection (Bootleg) (DWA)
- 2005 — I Love Savage (DWA)
- 2009 — Tonight (DWA)
- 2010 — Ten Years Ago (Klub80 Records)
- 2020 — Love and Rain (Extravaganza Publishing Srl)

### Синглы
- «Don’t Cry Tonight» (1983)
- «Only You» (1984)
- «Radio/A Love Again» (1984)
- «Radio/Reggae Radio» (1984)
- «Time/Computerized Love» (1985)
- «Love Is Death» (1986)
- «Celebrate» (1986)
- «I’m Loosing You» (1988)
- «I Just Died in Your Arms Tonight» (1989)
- «Don’t Cry Tonight» (Rap Remake) (1989)
- «Good-Bye» (1989)
- «Twothousandnine» (2009)
- «I Love You» (2020)
- «Italodisco» (2020)
- «Where Is The Freedom» (2020)
- «Lonely Night» (2020)

### Видеоклипы
| Клип                |
| ------------------- |
| «Only You»          |
| «Don't Cry Tonight» |
| «Goodbye»           |
| «Radio»             |
| «Italodisco»        |